# Central Park in the Dark
Central Park in the Dark és una obra per a orquestra de cambra del compositor Charles Ives composta l'any 1906 que representa de manera sonora un passeig per aquest parc de Nova York trenta anys abans de ser escrita. També se l'anomena Central Park in the Dark in the Good Old Summer Time o A contemplation of nothing serious. Juntament amb The Unanswered Questions, composta el mateix any, forma part de Two Contemplations.
El reconeixement de Charles Ives com a compositor va ser tardà, les seves obres simfòniques no s'estrenen fins a la segona meitat del segle xx, com és el cas de Central Park in the Dark. No obstant, és considerat un dels grans compositors del segle XX i ha sigut un dels models a seguir pels joves compositors de després de la Segona Guerra Mundial.

## Estil musical
L'estil musical de Charles Ives barreja un llenguatge més aviat tradicional amb tècniques experimentals. Va estar influenciat pel transcendentalisme (ja que els seus avis s'havien relacionat amb els intel·lectuals transcendentalistes de la seva època) i escrivia obres amb diverses tonalitats a l'hora o sense cap ni una.
La seva producció musical es considera un treball progressiu, ja que utilitza materials d'obres anteriors (des de petits fragments a compassos sencers) en les obres que anava component, de manera que fa evolucionar un mateix material de diverses maneres i amb diferents direccions i/o intencions.
Se sentia al marge dels seus contemporanis, ja que la seva música era molt innovadora. Durant els anys que va treballar en el camp de la composició, estava aïllat del públic i d'altres músics, és per això que va desenvolupar un estil musical independent, que no estava lligat a la música europea i que li dona un toc característic.

## Instrumentació
La instrumentació d'aquesta obra és la següent: dos pianos (el mateix Ives va suggerir una pianola i un piano de cua), picolo, flauta, clarinet, fagot, trompeta, trombó, percussió i cordes. Aquests instruments es reparteixen en dos petits grups instrumentals separats.

## Composició
Com en moltes altres obres, com The Unanswered Question, Three Places in New England i la Simfonia n. 4, treballava sobre diverses textures alhora, de manera que crea atmosferes politonals. En aquest cas, hi ha una clara juxtaposició dels elements: per una banda les cordes que són molt estàtiques i per l'altra el ragtime del piano amb la música de banda.
Així doncs, crea un ambient nocturn, obscur, i apareixen melodies populars com ara "Hello! My Baby" en la melodia dels pianos i la "Washington Post March" a la banda.
És una obra de música programàtica, ja que és molt descriptiva (Ives escrivia música descriptiva, ja que d'aquesta manera podia guiar en les seves partitures, que són molt denses). Ives creava reproduccions hiperrealistes de fets sonors quotidians.
"Aquesta peça pretén ser un retrat sonor dels sons de la naturalesa i dels esdeveniments que s'escoltarien trenta anys enrere (abans que el motor de combustió i la radio monopolitzessin la terra i l'aire) mentre s'estava assegut en un banc de Central Park en una calorosa nit d'estiu".
"Les cordes representen els sons nocturns i la silenciosa obscuritat -interrompuda pels sons del Casino a l'altre costat de l'estany- dels cantants de carrer que venen del Circle cantant, aquí i allà, les melodies d'aquells anys -alguns "mussols nocturns" de Healy's xiulant l'últim tema dels Freshman March-[...], una desfilada de carrer, una "avaria" en la distància -de venedors de diaris cridant "uxtries"- de pianoles mantenint una guerra de ragtime […] un tramvia i una banda de música ambulant s'uneixen al cor -una cançó de bombers, el cavall del carruatge que s'escapa, aterra sobre la tanca i fora els caminants criden- de nou s'escolta l'obscuritat -un eco sobre l'estany- i marxem caminant cap a casa".

## Estrena
Es va estrenar el Maig de 1946 al McMillin Theatre de la Columbia University de Nova York, amb motiu del segon festival anual de Música Contemporània Americana.
L'orquestra de cambra estava formada per estudiants de la Juilliard School i va ser dirigida per Theodore Bloomfield.

## La música de concert als Estats Units
La música de concert dels Estats Units d'Amèrica durant el canvi de segle estava totalment dominada pels models i les normes europees; els joves americans anaven a estudiar als conservatoris d'Europa, de manera que estaven influenciats per Stravinsky, Shoenberg, Bartók, entre d'altres, i totes les avantguardes que tenien lloc en aquells moments. Després de la Primera Guerra Mundial els compositors americans buscaven una sonoritat pròpia americana. Volien trobar una música representativa del seu país, amb ritmes que formessin part del seu llenguatge i sonoritats que es poguessin relacionar amb el seu país i la seva cultura. No es tractava de citar himnes, però si que volien fer música d'un cert nivell (anaven més enllà de la música popular), com la música "clàssica" europea, però amb estil americà.